# Platycarya
Platycarya é um género botânico pertencente à família Juglandaceae.
1. ↑  «Platycarya — World Flora Online». www.worldfloraonline.org. Consultado em 19 de agosto de 2020